# Rokietnica (Groot-Polen)
Rokietnica is een dorp in het Poolse woiwodschap Groot-Polen, in het district Poznański. De plaats maakt deel uit van de gemeente Rokietnica en telde 4497 inwoners in 2011. Dit is meer dan een verdubbeling sinds 2005, als gevolg van forse uitbreidingen.

## Verkeer en vervoer
- Station Rokietnica ligt op de verbinding Poznań-Szczecin.
- Rokietnica ligt aan de regionale snelweg 11S, die hoofdweg 11 als een westelijke ringweg om Poznań verbindt met snelweg A2.

## Sport en recreatie
Iets westelijk van deze plaats loopt de Europese wandelroute E11. De E11 loopt van Den Haag naar het oosten, op dit moment de grens Polen/Litouwen. Ter plaatse is de route niet gemarkeerd, komt vanuit Pamiątkowo en vervolgt richting Kiekrz en Poznań.